# 雙子山
69°12′S 39°44′E / 69.200°S 39.733°E
雙子山是南極洲的山峰，位於毛德皇后地，處於朗霍夫德山北部，海拔高度分別為240米和245米，該海灣根據日本探險隊的測量和拍攝的空中照片被繪入地圖。